# Leonard Łukaszewski
Leonard Łukaszewski (ur. 1842 w Starym Wiśniczu, zm. 18 marca 1911 w Krakowie) – polski sędzia, radca dworu, powstaniec styczniowy.

## Życiorys
Urodził się w 1842. Brał udział w powstaniu styczniowym 1863. W połowie lat 60. XIX w. w okresie zaboru austriackiego w ramach autonomii galicyjskiej wstąpił do służby sądowniczej. Był praktykantem w Krakowie, adiunktem w Brzesku, w 1874 został zastępcą prokuratora państwa w Tarnowie, wkrótce potem przeniesiony do prokuratorii w Krakowie. W 1885 został c. k. radcą Sądu Krajowego w Krakowie, a w 1890 c. k. radcą Wyższego Sądu Krajowego. W 1898 został mianowany na stanowisko prezydenta Sądu Obwodowego w Rzeszowie w charakterze c. k. radcy dworu. Ponadto został wybrany na czteroletnią kadencję od 4 grudnia 1901 przewodniczącym dla trybunału sądu przysięgłych przy c. k. sądzie obwodowym w Rzeszowie (wiceprzewodniczącym został Wilhelm Seidl). W 1906 został powołany na stanowisko prezydenta Sądu Krajowego w Krakowie.
Został odznaczony Krzyżem Kawalerskim Orderu Leopolda.
Zmarł 18 marca 1911 w Krakowie. Został pochowany na cmentarzu Rakowickim w Krakowie (kwatera V, rząd wsch.-2).

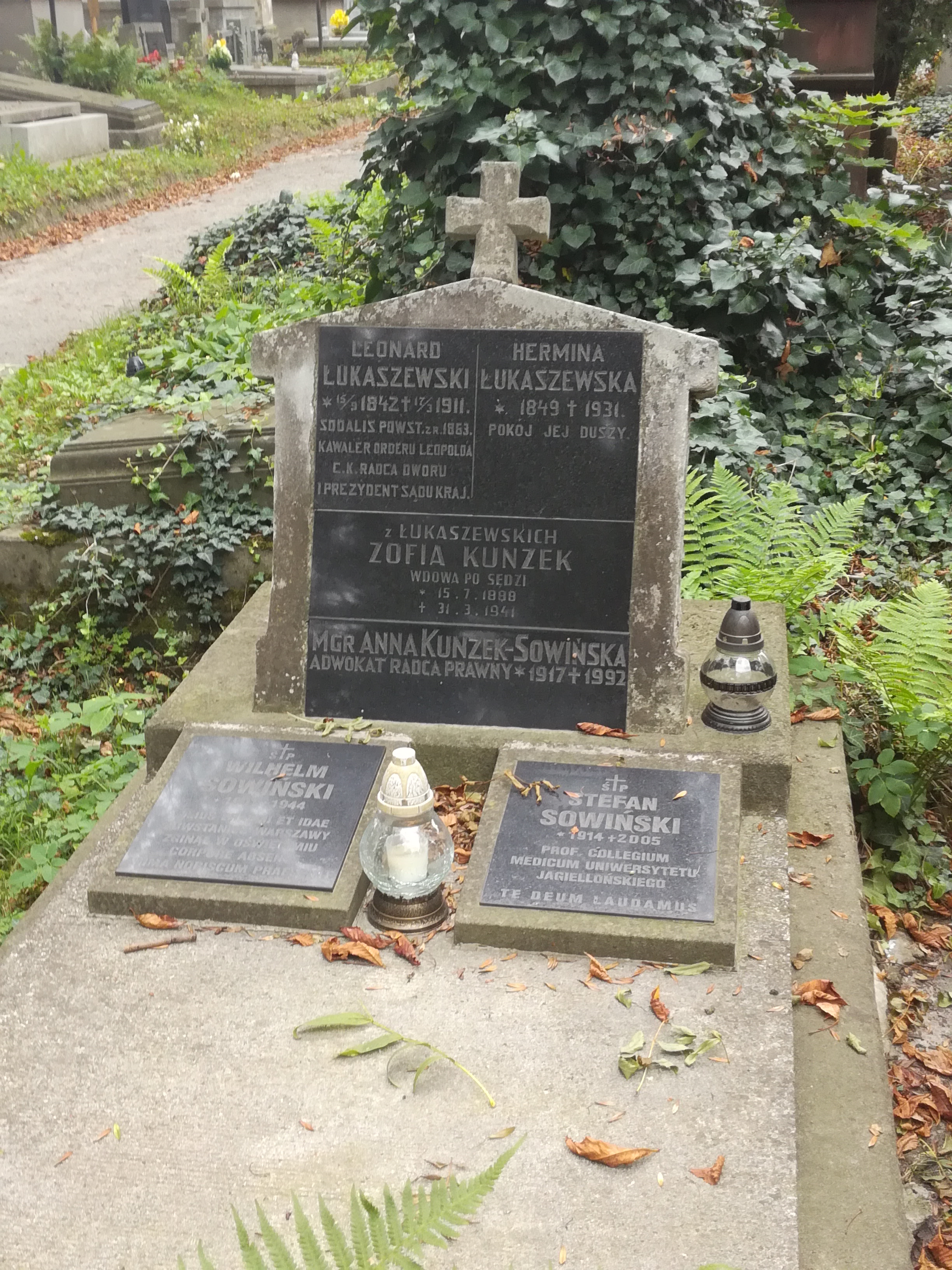
Grób Leonarda Łukaszewskiego na cmentarzu Rakowickim